# Alfa Romeo Racing C39
Der Alfa Romeo Racing C39 ist der Formel-1-Rennwagen von Alfa Romeo Racing für die Formel-1-Weltmeisterschaft 2020. Er ist der 28. Formel-1-Wagen von Sauber und der zweite, der unter der Bezeichnung Alfa Romeo Racing gemeldet ist. Er wurde am 19. Februar 2020 auf dem Circuit de Barcelona-Catalunya präsentiert.
Da es sich bei der Umbenennung des Teams um ein reines Titelsponsoring handelt, wird bei der Bezeichnung des Wagens die bisherige Nomenklatur fortgeführt. Die Bezeichnung setzt sich somit, wie bei allen Fahrzeugen von Sauber, aus dem C für Christiane, der Ehefrau von Teamgründer Peter Sauber, gefolgt von einer fortlaufenden Nummer, zusammen.

## Technik und Entwicklung
Wie alle Formel-1-Fahrzeuge des Jahres 2020 ist der C39 ein hinterradangetriebener Monoposto mit einem Monocoque aus kohlenstofffaserverstärktem Kunststoff (CFK). Außer dem Monocoque bestehen auch viele weitere Teile des Fahrzeugs, darunter die Karosserieteile und das Lenkrad aus CFK. Auch die Bremsscheiben sind aus einem mit Kohlenstofffasern verstärkten Verbundwerkstoff. 
Der C39 ist das Nachfolgemodell des Alfa Romeo Racing C38. Da das technische Reglement zur Saison 2020 weitgehend stabil blieb, ist das Fahrzeug größtenteils eine Weiterentwicklung.
Angetrieben wird der C39 von einem 1,6-Liter-V6-Motor von Ferrari in der Fahrzeugmitte mit Turbolader sowie einem 120 kW starken Elektromotor; es ist also ein Hybridelektrokraftfahrzeug. Die Kraft überträgt ein sequentielles, mit Schaltwippen betätigtes Achtganggetriebe. Das Fahrzeug hat nur zwei Pedale, ein Gaspedal (rechts) und ein Bremspedal (links). Genau wie viele andere Funktionen wird die Kupplung, die nur beim Anfahren aus dem Stand gebraucht wird, über einen Hebel am Lenkrad bedient.
Die Gesamtbreite des Fahrzeugs beträgt 2000 mm, die Breite zwischen Vorder- und Hinterachse 1600 mm, die Höhe 950 mm. Der Frontflügel hat eine Breite von 2000 mm, der Heckflügel von 1050 mm sowie eine Höhe von 820 mm. Der Diffusor ist 175 mm hoch und 1050 mm breit. Der Wagen ist mit 305 mm breiten Vorderreifen und mit 405 mm breiten Hinterreifen des Einheitslieferanten Pirelli ausgestattet, die auf 13-Zoll-Rädern montiert sind.
Der C39 verfügt, wie alle Formel-1-Fahrzeuge seit 2011, über ein Drag Reduction System (DRS), das durch Flachstellen eines Teils des Heckflügels den Luftwiderstand des Fahrzeugs auf den Geraden verringert, wenn es eingesetzt werden darf. Auch das DRS wird mit einem Schalter am Lenkrad des Wagens aktiviert.
Der C39 ist mit dem Halo-System ausgestattet, das einen zusätzlichen Schutz für den Kopf des Fahrers bietet.

## Lackierung und Sponsoring
Der C39 ist überwiegend in Weiß und Dunkelrot lackiert.
Es werben Alfa Romeo, Marelli, Pirelli, PKN Orlen, Uhrenhersteller Richard Mille und Singha auf dem Fahrzeug.

## Fahrer
Alfa Romeo Racing trat in der Saison 2020 erneut mit der Fahrerpaarung Kimi Räikkönen und Antonio Giovinazzi an.

## Ergebnisse
| Fahrer                          | Nr.                             | 1   | 2  | 3  | 4  | 5  | 6  | 7   | 8  | 9   | 10 | 11 | 12 | 13 | 14  | 15 | 16 | 17 | Punkte | Rang |
| ------------------------------- | ------------------------------- | --- | -- | -- | -- | -- | -- | --- | -- | --- | -- | -- | -- | -- | --- | -- | -- | -- | ------ | ---- |
| Formel-1-Weltmeisterschaft 2020 | Formel-1-Weltmeisterschaft 2020 |     |    |    |    |    |    |     |    |     |    |    |    |    |     |    |    |    | 8      | 8.   |
| K. Räikkönen                    | 07                              | DNF | 11 | 15 | 17 | 15 | 14 | 12  | 13 | 9   | 14 | 12 | 11 | 9  | 15  | 15 | 14 | 12 | 8      | 8.   |
| A. Giovinazzi                   | 99                              | 9   | 14 | 17 | 14 | 17 | 16 | DNF | 16 | DNF | 11 | 10 | 15 | 10 | DNF | 16 | 13 | 16 | 8      | 8.   |

| Legende  | Legende            | Legende                                                          |
| Farbe    | Abkürzung          | Bedeutung                                                        |
| -------- | ------------------ | ---------------------------------------------------------------- |
| Gold     | –                  | Sieg                                                             |
| Silber   | –                  | 2. Platz                                                         |
| Bronze   | –                  | 3. Platz                                                         |
| Grün     | –                  | Platzierung in den Punkten                                       |
| Blau     | –                  | Klassifiziert außerhalb der Punkteränge                          |
| Violett  | DNF                | Rennen nicht beendet (did not finish)                            |
| Violett  | NC                 | nicht klassifiziert (not classified)                             |
| Rot      | DNQ                | nicht qualifiziert (did not qualify)                             |
| Rot      | DNPQ               | in Vorqualifikation gescheitert (did not pre-qualify)            |
| Schwarz  | DSQ                | disqualifiziert (disqualified)                                   |
| Weiß     | DNS                | nicht am Start (did not start)                                   |
| Weiß     | WD                 | zurückgezogen (withdrawn)                                        |
| Hellblau | PO                 | nur am Training teilgenommen (practiced only)                    |
| Hellblau | TD                 | Freitags-Testfahrer (test driver)                                |
| ohne     | DNP                | nicht am Training teilgenommen (did not practice)                |
| ohne     | INJ                | verletzt oder krank (injured)                                    |
| ohne     | EX                 | ausgeschlossen (excluded)                                        |
| ohne     | DNA                | nicht erschienen (did not arrive)                                |
| ohne     | C                  | Rennen abgesagt (cancelled)                                      |
| ohne     | keine WM-Teilnahme |                                                                  |
| sonstige | P/fett             | Pole-Position                                                    |
| sonstige | 1/2/3/4/5/6/7/8    | Punktplatzierung im Sprint-/Qualifikationsrennen                 |
| sonstige | SR/kursiv          | Schnellste Rennrunde                                             |
| sonstige | *                  | nicht im Ziel, aufgrund der zurückgelegten Distanz aber gewertet |
| sonstige | ()                 | Streichresultate                                                 |
| sonstige | unterstrichen      | Führender in der Gesamtwertung                                   |